# Sphagnum beringiense
Sphagnum beringiense là một loài rêu trong họ Sphagnaceae. Loài này được A.J. Shaw, R.E. Andrus & B. Shaw mô tả khoa học đầu tiên năm 2008.